# Lake Hume
Der Lake Hume ist ein großer Stausee am Murray River in Australien. Er liegt auf der Grenze zwischen Victoria und New South Wales und ist in viele Nebenarme verzweigt. Neben den beiden fast 40 km langen Hauptarmen, dem Murray River und dem Mitta Mitta River, werden auch einige kleinere Flüsschen vom Hume-Staudamm (Hume Dam) hier gestaut. Staudamm und See sind nach dem australischen Forscher Hamilton Hume benannt. Die Doppelstadt Albury-Wodonga liegt westlich in der Nähe; Wodonga liegt in Victoria, während Albury in New South Wales liegt. Am Ufer des Sees liegen die Orte Tallangatta, Bonegilla und Bellbridge (alle in Victoria).
Der Staudamm besteht aus aufgeschüttetem Felsgestein, das mit Lehm und Erde bedeckt ist. Er hat eine Hochwasserentlastung aus Beton. Der Staudamm ist 51 m hoch, 1616 m lang und trägt eine Straße. Der Staudamm wurde innerhalb von zwölf Jahren von 1919 bis 1931 von mehreren Tausend Arbeitern gebaut. In den 1950ern wurde er erweitert, wobei der Ort Tallangatta vollständig umgesiedelt wurde. Er wurde an einer neuen Stelle acht Kilometer weiter westlich wieder aufgebaut.
Das Wasserkraftwerk am Dammfuß liefert 50 Megawatt für den Spitzenbedarf.
Der Lake Hume ist der unterste große Stausee am Murray. Aus ihm kann am schnellsten Wasser für Bewässerungszwecke zur Verfügung gestellt werden. Der Wasserinhalt des Reservoirs sinkt in jedem März typischerweise auf ein Drittel der Kapazität und füllt sich bis November normalerweise mindestens bis auf zwei Drittel wieder auf. Dies kann von Jahr zu Jahr variieren, weil die klimatischen Bedingungen Australiens unvorhersagbar sind.
Die Überwachung des Staudamms hat in den 1990er Jahren ergeben, dass Wasserdruck und Sickerwasser eine leichte Verschiebung des Dammes auf seinem Fundament verursacht hatten. Aus Furcht vor einem Zusammenbruch, der Albury-Wodonga gefährdet hätte, wurden Reparaturarbeiten ausgeführt. Der Staudamm wurde mit einem zweiten Damm verstärkt. Für diese Arbeiten wurden nur noch ein paar Dutzend Arbeiter benötigt.
Der Stausee ist sehr fischreich. Die meisten Arten sind eingeführt, zum Beispiel „European perch“ (Redfin) und Forelle. Zur Freizeiterholung wird Wasserski gefahren und es gibt mehrere Ferienorte rund um den See, die Ausrüstung für Angler und Wasserski anbieten.
Siehe auch:
- Liste der größten Talsperren der Erde
- Liste der größten Stauseen der Erde
- Liste der größten Wasserkraftwerke der Erde
- Liste von Talsperren der Welt